# Vlag van Tasmanië

Vlag van Tasmanië (ratio 1:2)

De vlag van Tasmanië is een Brits blue ensign met aan de rechterkant het badge van de deelstaat. Dit is een witte cirkel met een rode leeuw, die de band met Engeland moet symboliseren. De vlag is in gebruik sinds 25 september 1876, maar enkele details van de leeuw werden in 1975 gewijzigd.

## Historische vlag
Tasmanië introduceerde zijn eerste vlag in 1875, maar verwierp deze al een maand later ten gunste van de huidige vlag. De oude vlag voldeed niet aan de specificaties van de Britse Admiraliteit. Het vliegende deel toonde het Zuiderkruis met vijfpuntige sterren.

1875